# Sainte-Euphémie-sur-Rivière-du-Sud
Sainte-Euphémie-sur-Rivière-du-Sud è un comune del Canada, situato nella provincia del Québec, nella regione di Chaudière-Appalaches.